# Saint-Péravy-la-Colombe
Saint-Péravy-la-Colombe è un comune francese di 675 abitanti situato nel dipartimento del Loiret nella regione del Centro-Valle della Loira.

## Società

### Evoluzione demografica
Abitanti censiti